# 函館の陸繋砂州

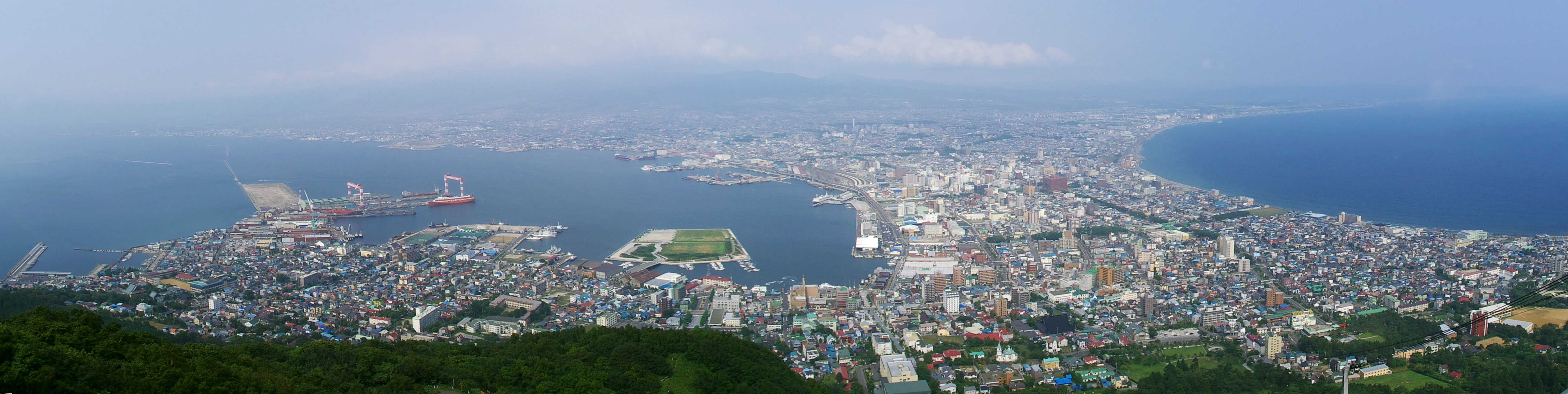
函館山山頂御殿山から望む陸繋砂州（函館市の旧市街地）

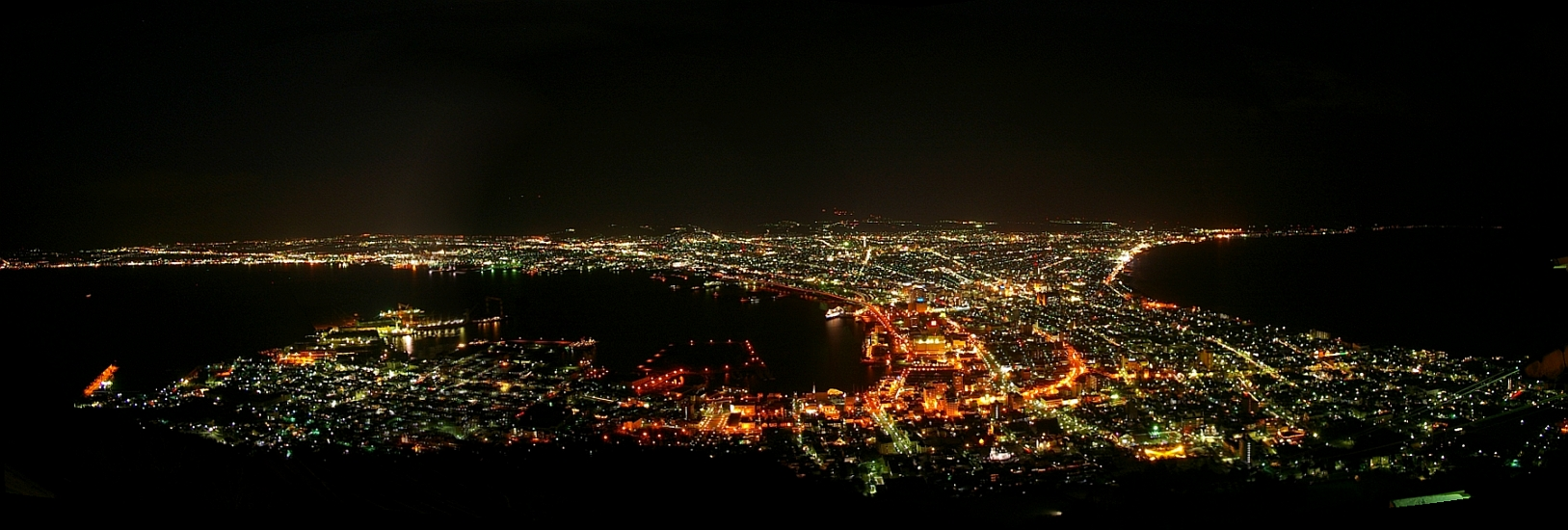
函館山山頂御殿山から望む陸繋砂州（函館市の旧市街地）の夜景（通称：函館夜景）

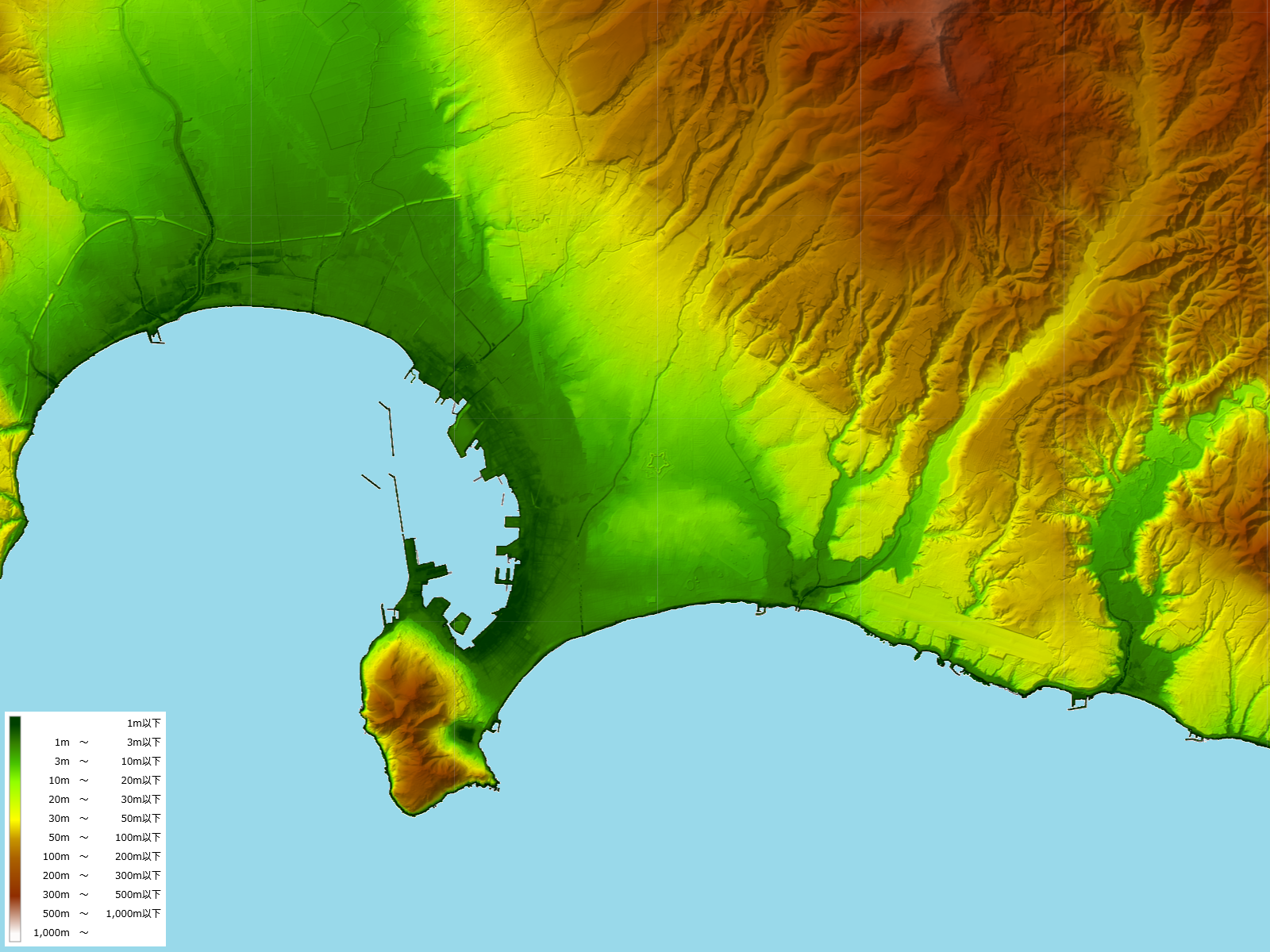
周辺の地形図

函館の陸繋砂州（はこだてのりくけいさす）とは、北海道函館市の函館山を陸繋島とし、亀田半島にある函館段丘の千代台の縁の間に形成された陸繋砂州（トンボロ）である。

## 概要
函館山を陸繋島とし、山麓より千代台の台地縁（函館段丘）までの長さ約3,000m、幅約600m（埋立地を除く）の陸繋砂州（トンボロ）である。函館周辺の各種地形構成でみると著名な割に範囲は狭く、海岸段丘や扇状地の占める面積のほうが大きい。成立時期としては、約4,000年前以降のある時期に海上に顔を出したとされるが、砂州が完全に繋がった時期は分かっていない（砂州が繋がった時期の特定等で、1966年（昭和41年）10月調査の函館市役所本庁舎付近の東雲町自然貝層<東雲町13番16>や宮前町13番4の貝の化石の調査がされている）。砂州の形式は一重砂州である。
対馬海流の一分流「津軽暖流」が津軽海峡の西口から流入、その一部が0.3から0.5ノットの速さで函館湾に流入、函館港の奥に達する。また、函館山の南を東に流れる流れの一部が松倉川沖で反転し、0.4から0.6ノットの速さで大森浜沿岸から立待岬へ流れる。この函館港に向う流れと大森浜沖の反流が渡島山地の南と北を洗い、陸繋砂州（トンボロ）を形成した（小向良七）。周辺の海岸段丘の高度から、函館市街地は1000年あたり0.5メートル程度の地盤隆起が継続しているものとみられている。一方、東側の大森浜は侵食により砂浜の狭小化が進行している。
西側（函館湾側）の大野川の河口から東側には函館山山麓に収束する三列以上の浜堤群が認められ、東側（大森浜）にはかつて砂丘「大森山砂丘」があった。大森浜は2023年（令和5年）の今でも砂が風で巻き上げられ周辺の道路や駐車場に積もる現象がみられる。
里（鹿児島県薩摩川内市、遠見山）、串本（和歌山県東牟婁郡串本町、潮岬）と並んで日本三大トンボロに数えられることもある。
参考までに里は長さ約1,500m、幅約250m、串本は長さ約900mの規模である。

## 亀田川分流による市街地化
水害対策と函館への生活用水確保の目的で1859年（安政6年）、青森県下北郡川内村（現在のむつ市）の願乗寺の僧侶・堀川乗経が中心となり、亀田川を白鳥橋辺りから現在の銀座通りになる横堀へ（陸繋砂州上を）分流させた（その跡は現在・高砂通り）。元の亀田川を古亀田川、新しい亀田川を新亀田川としたが、後者はもっぱら堀川や願乗寺川と呼ばれた。この分流は小舟による水運にも活用され、湿地も乾燥したことから両岸が急速に発展する。箱館からの視点では、願乗寺川（亀田川分流）が開削される前の陸繋砂州（トンボロ）上は、地蔵町の一部分を除けばほとんど他に市街地化されていなかった。飲料水に乏しいのと、湿地が多かったからである。2018年（平成30年）現在、陸繋砂州（トンボロ）上だけでなく、上流の扇状地まで市街地化されている。

## 防災
2011年（平成24年）の東日本大震災の際、函館朝市やウォーターフロントの観光施設や都市型ホテルの集中する地区を中心に0.1から1.2メートルの津波被害を受け、観光客が帰宅困難になった。翌2012年（平成23年）に北海道が発表した千島海溝でのL2地震津波による浸水想定によれば、観光施設以外にも函館駅や市役所本庁舎の都市機能をはじめ、路面電車やバスが集中する地区に4メートルから6メートル程度の浸水が考えられるとされた。
2014年（平成26年）にNHK函館放送局（同市千歳町）は津波対策としてNHK亀田ラジオ放送所敷地内に新たに中継設備などを備える「亀田報道拠点」を建設した。
さらに同局は放送会館建物の老朽化で2025年度（令和7年度）運用開始を目標に旧・亀田市（現・函館市亀田支所管内、新市街地）の市域に移転する。現住所での改築をしない理由は、函館市千歳町にある現放送会館は太平洋沿岸（日本海溝・千島海溝沿い）で発生する大規模地震の津波で3メートルを超す浸水が想定されたからとのこと。
一方、函館市史通説編1（1980年）と4（2002年）によれば、過去に津波被害をもたらした地震は1856年（安政3年）の安政三陸沖地震、1960年（昭和35年）のチリ地震、1968年（昭和43年）の十勝沖地震であった。よって研究者によると函館市は津波被害の多い街ではないのではとされる。波高もやや小さい条件では、陸繋砂州の標高がやや大きく、規模が大きい函館の場合、溢水型（水が溢れるような形）の被災になる（建設省国土地理院,1961年）という。